# اختبار التنفس الهيدروجيني
اختبار التنفس الهيدروجيني هو اختبار لقياس نسبة الهيدروجين في الزفير، يتم عادة باستخدام جهاز للنفخ حيث يتم قياس الغاز وإظهار نسبته. يستخدم خصوصا لقياس متلازمة فرط النمو الجرثومي في الأمعاء الدقيقة و سوء امتضاص السكريات (اللاكتوز، الجلوكوز أو الفركتوز)، و يعتبر تدخلًا غير جراحي عملي. تختلف الاجهزة من حيث الدقة و الحجم ويقيس بعضها الميثان ايضًا. يتم الإجراء في العيادة أو المشفى وفي بعض الأماكن تتوفر أطقم خاصة لتمكين المرضى من إجراءه في المنزل.